# 2. deild karla 1992
Mùa giải 1992 của 2. deild karla là mùa giải thứ 27 của giải bóng đá hạng ba ở Iceland.

## Bảng xếp hạng
| Vị thứ | Đội          | Số trận | Thắng | Hòa | Thua | Bàn thắng | Bàn thua | Hiệu số | Điểm | Ghi chú                  |
| ------ | ------------ | ------- | ----- | --- | ---- | --------- | -------- | ------- | ---- | ------------------------ |
| 1      | Tindastóll   | 18      | 15    | 2   | 1    | 53        | 23       | +30     | 47   | Thăng hạng 1. deild 1993 |
| 2      | Þróttur N.   | 18      | 10    | 4   | 4    | 42        | 32       | +10     | 34   | Thăng hạng 1. deild 1993 |
| 3      | Grótta       | 18      | 9     | 4   | 5    | 31        | 24       | +7      | 31   |                          |
| 4      | Skallagrímur | 18      | 8     | 4   | 6    | 42        | 29       | +13     | 28   |                          |
| 5      | Haukar       | 18      | 6     | 5   | 7    | 33        | 35       | -2      | 23   |                          |
| 6      | Magni        | 18      | 6     | 4   | 8    | 26        | 24       | +2      | 22   |                          |
| 7      | Völsungur    | 18      | 5     | 5   | 8    | 23        | 33       | -10     | 20   |                          |
| 8      | Dalvík       | 18      | 5     | 2   | 11   | 28        | 31       | -3      | 17   |                          |
| 9      | Ægir         | 18      | 4     | 5   | 9    | 20        | 40       | -20     | 17   | Xuống hạng 3. deild 1993 |
| 10     | KS           | 18      | 3     | 3   | 12   | 21        | 48       | -27     | 12   | Xuống hạng 3. deild 1993 |